# Stazione di Maleo
La stazione di Maleo è una fermata ferroviaria posta sulla linea Pavia-Cremona, a servizio dell'omonimo comune, dal cui centro dista circa 400 m. La stazione è classificata da RFI nella categoria Bronze.

## Storia
Nonostante l'importanza del centro abitato, popoloso capoluogo di mandamento, la fermata non venne costruita insieme alla linea ferroviaria, attivata nel 1866; la sua costruzione venne sollecitata nel 1906 da notabili locali.
Nel 1999 la stazione risultava impresenziata insieme ad altri 14 impianti sulla linea.
Nel 2002 un piano della Direzione Compartimentale Movimento di Milano di RFI prevedeva la trasformazione della stazione in posto di blocco intermedio.
Il 22 febbraio 2020, a seguito dell'accertamento in Italia e, in particolare, nell'area del basso lodigiano di numerosi casi di COVID-19, sindrome causata dal coronavirus SARS-CoV-2 di cui dalla fine del 2019 è in atto una grave pandemia, la stazione è stata temporaneamente chiusa al traffico nel tentativo di limitare il contagio. Un provvedimento analogo è stato adottato anche per le vicine stazioni di Casalpusterlengo e Codogno. La riapertura delle tre stazioni è avvenuta il 9 marzo 2020.

## Strutture ed impianti
Il fabbricato viaggiatori è un edificio a due piani in classico stile ferroviario.

La stazione conta un unico binario servito da marciapiede.

## Movimento
La fermata è servita dai treni regionali di Trenord in servizio sulla tratta Codogno-Cremona-Mantova.

## Servizi
La stazione dispone di:
- Sala d'attesa[9]